# Pier Ferdinando Casini
Pier Ferdinando Casini (* 3. prosince 1955, Řím) je italský politik. Je dlouholetým členem Parlamentu a v letech 2001 až 2006 byl předsedou Poslanecké sněmovny.
Casini patří mezi významné postavy italského politického středu. Od roku 1994 do roku 2002 vedl stranu Křesťanskodemokratický střed, mezi lety 2002 a 2016 pak byl faktickým lídrem Unie středu (UDC). Původně patřil mezi blízké spojence Silvia Berlusconiho, po roce 2008 se od něj ale distancoval a prosazoval samostatný postup UDC, nezávislý jak na Berlusconiho Středopravicové koalici, tak na Středolevicové koalici. Roku 2016 se s Unií středu pro její rostoucí konzervatismus rozešel a založil vlastní uskupení Centristé pro Evropu, které nicméně nemá hmatatelnou podporu ani vliv. On sám nicméně za podpory Středolevicové koalice roku 2018 obhájil mandát v Senátu.
Uvažovalo se o něm jako o kandidátovi pro volbu prezidenta Itálie v lednu 2022.